# Боголепов, Иван Дмитриевич
Иван Дмитриевич Боголе́пов (23 марта 1867, Воловичи — после 1914) — русский архитектор, автор построек жилой и церковной архитектуры.
Окончил Московское училище живописи, ваяния и зодчества в 1894 году со званием неклассного художника архитектуры. Имел обширную частную архитектурную практику в Москве и Коломенском уезде Московской губернии.
Проекты и постройки
- 1895 — перестройка главного дома усадьбы (Москва, Сверчков переулок, 10)[2]
- 1896 — колокольня церкви Воскресения Словущего, Городня[3];
- 1897 — доходный дом А. Г. Герасимова, Москва, Фурманный переулок, 5[1];
- 1901—1911 — церковь Сергия Радонежского, Кишкино[4];
- 1903 — перестройка церкви Сергия Радонежского, Горы[5];
- 1906—1910 — церковь Феодора Стратилата, совместно с И. П. Злобиным, Большое Колычёво[6];
- 1909 — перестройка церкви Василия Великого, Лыково (не сохранилась)[7];
- 1910 — доходный дом, Москва, улица Покровка, 48[1];
- 1910 — строительство церкви Рождества Пресвятой Богородицы по проекту Н. Г. Мартьянова, Коломна, Митяевская улица (не сохранилась)[8];

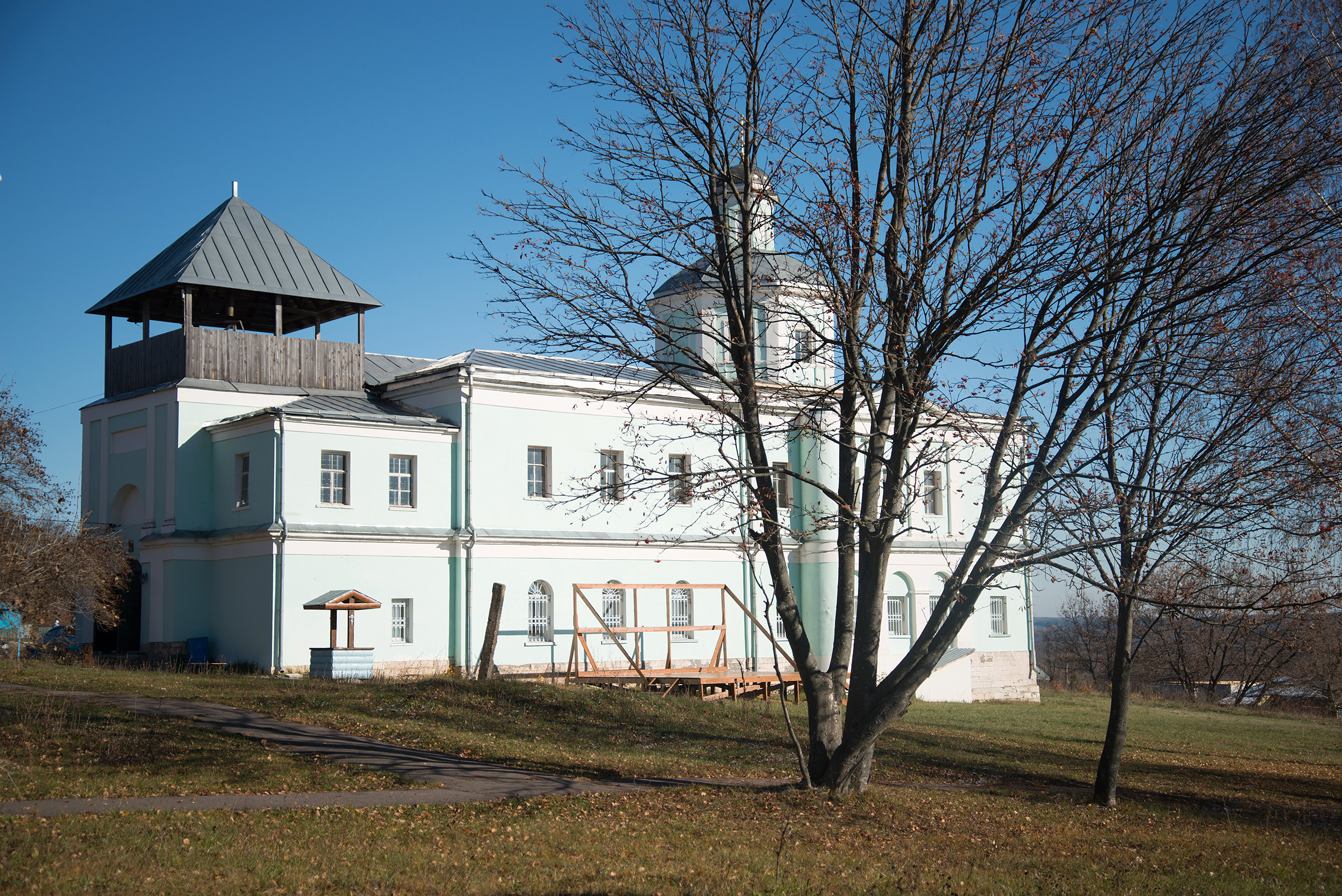
Церковь Сергия Радонежского в Горах
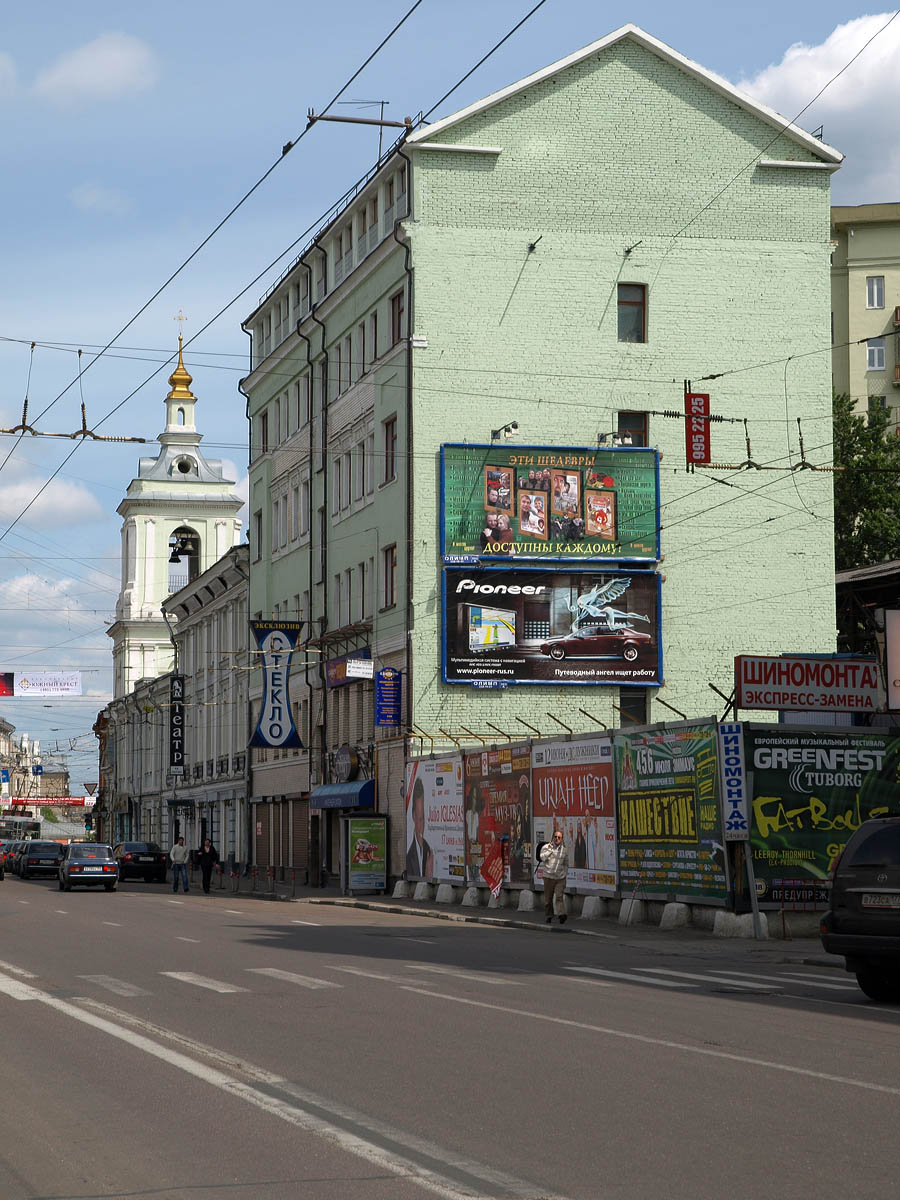
Доходный дом на Покровке, 48